# 悲しき天使
「悲しき天使」（かなしきてんし、Those Were the Days）は、ロシア語の歌謡曲『Дорогой длинною ダローガイ・ドリーンナィユ』を原曲とする英語の歌曲である。イギリスのメリー・ホプキン（Mary Hopkin）が歌って大ヒットを収めた。

## ロシア語原曲
原曲は、コンスタンチン・ポドレフスキー（Константин Николаевич Подревский、1889年〜1930年）の詩に、ボリス・フォミーン(Борис Иванович Фомин、1900年〜1948年）がクレズマーないしはジプシー音楽の様式で曲づけした歌「Дорогой длинною」（「長い道を」）である。1910-1920年ごろの作品とされる。歌詞の内容は、昔の思い出を懐かしみ感傷に浸っている様子を描いたものである。
初期のころの録音としては、タマーラ・ツェレテリ（Тамара Семёновна Церетели、1900年～1968年）の版（1925年）やアレクサンドル・ヴェルチンスキー（Александр Николаевич Вертинский、1889年～1957年）の版（1926年）が知られる。
またヴェルチンスキーは1920年～1943年、ソ連国外を転々とし、世界各地でこの歌を含む数々の望郷の名曲を歌い続けるが、そのことも亡命ロシア人たちがこの歌を記憶にとどめ続けるのに一役も二役も買った。1930年代にはコロムビア・レコード(欧州)、ワルシャワのシレナ・レコードなどでの録音盤もある。
ソ連国内では、1929年にレニングラードで開催された全ロシア音楽会議で、ロシア・ロマンス(18世紀以降ロシアで盛んに作られた都会的歌謡）は「反革命的」とされ、フォミーンの作品も含め演奏が禁止された。またフォミーン自身も1937年から1年間モスクワで投獄されている。特に『長い道を（後の「悲しき天使」)』が政府に嫌われた理由を、山之内重美は、ジプシー音楽風のリフレインや「7弦ギター」というジプシーを連想させる言葉が、1930年代の政府の方針に合わなかったため、と述べている。大祖国戦争後もフォミーンは忘れ去られたまま、失意と不遇のうちに結核で1948年に世を去った。その後もこの歌は長らく発禁扱いだったが、愛好者の間や地方のレストランなどでは秘かに歌い継がれていたと見られ、そのためロシア語歌詞にも幾つかのヴァリアントがある。そして外国に亡命したロシア人たちも各地で望郷の歌としてこの曲を歌い継ぎ、それが1960年代後半、後述の英語版「悲しき天使」の西側での大ヒットを生む。これが逆輸入されたことにより、ソ連国内でもこの歌はリバイバルされ、ソ連人アーチストのレコードも一気に出た。

## 英語版
「悲しき天使」は、しばしば、イギリスで活躍したアメリカ合衆国出身の歌手、ジーン・ラスキンの作詞作曲と紹介されている。これは「Дорогой длинною」がソビエト連邦からの亡命者によって欧米に広められるうち、いつしか作者不詳の「ロシア民謡」と呼ばれるようになり、その後1962年にラスキンが英語版を編曲し自作として発表したために、ラスキンの作品と呼ばれるようになったためとされる。
1968年にポール・マッカートニーが、当時18歳のフォーク歌手メリー・ホプキンをプロデュースして「悲しき天使」のシングルを発表。国際的にヒットし、その後さらにスペイン語版、ドイツ語版、ヴィッキー・レアンドロスによるフランス語版（「Le Temps des fleurs」、ただし、邦題は「悲しき天使」のまま）もリリースされた。なお、シングル盤の「悲しき天使」は、アップル・レコードから発売された最初のレコードであり、B面にはピート・シーガーのカバー「ターン・ターン・ターン」が収録されている。また、この曲はホプキンのアルバム『ポスト・カード』（1969年）のアメリカ盤LPや再発CDにも収録された。
原題「Those were the days」は、「あの頃はよかった・あの頃がなつかしい」という意味であり、歌詞は、壮年期の人間が青春時代を思い返してロマンティックに美化している場面を描いている。また邦題の「悲しき天使」については、日本で発売された当時、外国の楽曲に邦題を付ける際の常套手段として、「悲しき…」や「恋の…」といった言葉を冠していたことによるものであり、英語歌詞の内容とは特に関係はない。
2005年にはドリー・パートンがメリー・ホプキンとともにこの曲をカバーし、同名のアルバム『Those Were the Days』に収録した。

## チャート推移
「ビルボード」誌では、1968年11月2日に最高位の第2位を獲得。同誌1968年年間ランキングでは第17位。
全英チャートにおいては49⇒7⇒2⇒1と4週間で到達し、それまで2週間No.1だったビートルズの「ヘイ・ジュード」を蹴落として6週間No.1に輝き、1968年間では3位になっている。
- 1968年09月⇒UK週間TOP10

http://www.japan-post.com/music/y1960/68-wuk.php?pnum=9
- 1968年10月⇒UK週間TOP10

http://www.japan-post.com/music/y1960/68-wuk.php?pnum=10
日本では発売されて約2ヶ月後にピンキーとキラーズ「恋の季節」を抜いて、オリコン・シングルチャートの1位に輝いている。

## 各国におけるカバーとヒット
日本では漣健児によって日本語詞が付けられ、森山良子、広川あけみによってカバーされた「悲しき天使」が有名だが、同じメロディに芙龍明子が日本語詞を付けた「花の季節」もあり、こちらは中学校の音楽教科書に掲載された。また2010年には森口博子が30枚目のシングル「PUZZLE」のカップリングの4曲目でカバーした。
日本のオリコンチャートでは、1969年2月17日付の総合シングルチャートにて競作曲が3曲40位以内にランクインしている（3位：メリー・ホプキン、36位：ヴィッキー、37位：森山良子）。
ブラジルでは、この旋律がテレビ番組「Show de Calouros」のオープニング・テーマに利用されたため、曲名を知らぬままにこの旋律に親しんでいる人々が多いといわれる。

### 日本
- 森山良子　（1969年）
- 広川あけみ　（1969年）
- 南沙織　1971年 アルバム「潮風のメロディ」に収録。
- 天地真理 1971年 アルバム「水色の恋/涙から明日へ」1974年「天地真理オン・ステージ」に収録。
- 沢田亜矢子 1973年 アルバム「アザミの花／特別な友だち」に収録。
- ロイヤルナイツによるロシア語版が、NHKラジオ『ロシア語入門』応用篇・1973年5月、NHKテレビ『ロシア語講座』1974年6月の「今月の歌」として、それぞれ放送されている。
- 小暮伝衛門　1990年 アルバム「好色萬声男」に収録（英語による歌唱）。
- 杉本理恵 1990年　アルバム「クレリア」に収録。
- 石嶺聡子 1996年　アルバム「GENERATION」に収録（英語による歌唱）。
- 岸本力　2001年　全曲ロシア語のCDアルバム「つかれた太陽　岸本力・ロシア民謡集」(キング・インターナショナル、KDC-2）に所収。ギター伴奏は毛塚功一。
- みとせのりこ 2007年　アルバム「カタン -cotton-」に収録。タイトル「花の季節」。
- リザ・ビリエガス　Liza Villegas（池田エライザの母） - 2010年　サントリーウエルネス FAGE（エファージュ） CMで　コーラス部のみ使用。
- 由紀さおり　2013年　アルバム「スマイル」に収録。
- 2015年　アニメ映画『心が叫びたがってるんだ。』の劇中のミュージカル『青春の向う脛』で「燃えあがれ」のタイトルで別の歌詞で歌われる。

### ロシア語
"Дорогой длинною"（長い道）
- 1953年の映画『浮気は巴里で（英語版、ロシア語版）』では、パリのロシア風ナイトクラブの場面で、この歌がリュドミラ・ロパート（ロシア語版）によりロシア語で歌われる。
- 1960年代後半のソ連国内での解禁以降は、ソ連・ロシア語圏の有名歌手によるカバー多数。
- アレクサンドロフ・アンサンブル　（赤軍合唱団）　Ансамбль Александрова
- セオドア・ビケル　Theodore Bikel　（1959年）
- イヴァン・レブロフ　Иван Ребров　 "Такие дни, мой друг"（1969年）- ロシア語原詩ではなく、英語版 Those Were the Days からの露訳詩。
- ヘルムート・ロッティ（英語版） Helmut Lotti （2005年）
- ヴィタス　Vitas（カウンター・テナー）（2010年）

### 英語
- マリア・シェル　Maria Schell

　1958年　|MGM映画「カラマゾフの兄弟」挿入歌。
- ライムストーンズ　The Limeliters　（1962年）
- エンゲルベルト・フンパーディンク　Engelbert Humperdinck

　1967年　アルバム"The Last Waltz"に収録。
- サンディ・ショウ　Sandie Shaw

　多言語リリース（フランス語、イタリア語、スペイン語、ドイツ語）
- ビング・クロスビー　Bing Crosby　1969年　アルバム"Hey Jude/Hey Bing!"
- フィフス・ディメンション　The 5th Dimension　1969年　アルバム"The Age of Aquarius"
- パーシー・フェイス・オーケストラ&コーラス　Percy Faith　1969年　アルバム"Those were the  days"
- レニングラード・カウボーイズ　Leningrad Cowboys（フィンランド）　1992年　アルバム"We Cum from Brooklyn"に収録。
- チュリサス　Turisas（フィンランド）　メタル。ロック・バージョン　2001年　EP"The Heart of Turisas"に収録。
- ドリー・パートン　Dolly Parton　2005年
- シャギー　Shaggy （ジャマイカ）　ラップ・バージョン　2007年

### フランス語
"Le temps des fleurs"
- ダニエル・ビダル　Danièle Vidal　日本市場向。
- ヴィッキー　Vicky Leandros　（1968年）　日本、カナダ向。
- ダリダ　Dalida　（1968年）　イタリア語、スペイン語、ドイツ語も録音。
- エレナ・パパリゾウ　Elena Paparizou　2007年　CD シングル"Fos"に収録。

### イタリア語
"Quelli erano i giorni"
- ジリオラ・チンクェッティ　Gigliola Cinquetti 　（1968年）　スペイン語も録音。

### スペイン語
"Qué tiempo tan feliz"
- マット・モンロー　Matt Monro
- ロサ・モレナ　Rosa Morena d　ルンバ・バージョン　（1971年）
- ロス・スーパー・シングルズ　Los SuperSingles　（メキシコ）
- アズカル・モレノ　Azúcar Moreno "Cuando El Amor Se Va" 　フラメンコ風ダンス・バージョン　（1990年）

### ポルトガル語
"É Primavera, amor"
- ナターシャ・バレット　Natércia Barreto（1968年）　「グッドバイ」もカバーしている。
- ジョエルマ　Joelma（ブラジル）"Aqueles Tempos　（1969年）

### ドイツ語
"An jenem Tag"
- レオ・レアンドロス　Leo Leandros　（1968年）　※ヴィッキーのお父さん。ギリシャ語も録音。
- アレクサンドラ　Alexandra　（1968年）　アルバム"Ein Porträt in Musik"
- マリー・ロース　Mary Roos
- カレル・ゴット　Karel Gott  1998年　アルバム"Einmal um die ganze Welt"に収録。

### その他ヨーロッパ
- スウェーデン語　"Ja, det var då"
  - レナ・ハンソン　Lena Hansson（1968年）
  - アニタ・リンドボルム　Anita Lindblom（1968年）
- リトアニア語　"Kelelis tolimas"　ヴァージス・シュタケナス　Virgis Stakenas（2001年）
- フィンランド語　"Oi Niitä Aikoja"　ペヴィ・パウヌ　 Päivi Paunu
- ハンガリー語　"Azok a szép napok"
  - ハランゴゾ・テレーズ　Harangozó Teréz（1969年）
  - ドリー・ロール　Dolly Roll（1989年）
- ポーランド語
  - ヴィオレッタ・ヴィラス  Violetta Villas
1968年　"Znowu Ciebie mam"として発売されたが、詞に著作権問題が発生し、70年代に "Miłością znów żyję" として改作された。
  - ハリナ・クニカ Halina Kunicka　"To były piękne dni" 　（1968年）
- チェコ語　"Dál stále jde čas"　ズデンカ・ロレンコーヴァ Zdeňka Lorencová　（1978年）
- スロバキア語　"Kokotik jarab"　タチアナ・フビンスカ　Tatiana Hubinská　（1968年）
- クロアチア語　"Gdje su dani ti"　ズデンカ・ヴコヴィック　Zdenka Vučković　（1968年）
- スロヴェニア語　"To so bili dnevi"　イレーナ・コーント Irena Kohont
- ルーマニア語　"Azi vreau sa rad din nou"　マルガレータ・パスラル Margareta Pâslaru（1969年）
- グルジア語　"Dorogoy dlinnoyu"　ナニー・ベルグヴァジェ Nani Bregvadze
- ギリシャ語　"Χαμένα όνειρα（Hamena onira）"　ゾイ・コウロウクリ　Zoi Kouroukli　（1976年）

### アジア
- トルコ語
  - Ay-Feri　"Yalan Dünya"　（1968年）
  - Fecri Ebcioğlu　"Bu Ne Biçim Hayat"　（1968年）
  - Semiramis Pekkan　"Bu Ne Biçim Hayat"　（1968年）
  - Erol Büyükburç　"Bu Ne Yalan Dünya"　（1968年）
  - Ömür Göksel　"Sen Kadehlerdesin"　（1968年）
  - Zümrüt　"Bir Zamanlar"　（1968年）
  - Gönül Turgut　"Üzüntüyü Bırak, Yaşamaya Bak"　（1968年）
- ヘブライ語（イスラエル）　"כאלה היו הימים"
  - シュリ・ナタン　Shuli Natan（1969年）
  - アヴィ・トレダノ　Shuli Natan（1969年）
- アフガン語　"Zeba Negaram"　アハマド・ザヒル　Ahmad Zahirダーリ・バージョン
- ウルドゥ語（パキスタン）　"Mein teray liyay Baichain"　アラムギル Alamgir (pop singer)
- ベンガル語（バングラ・デシュ）　"Sei Rongin Dinguli"　ランジャン・プラサド　Ranjan Prasad　（1994年）
- ベトナム語　"Nhu la thu vang"　ホー・ンゴック・ハー　Hồ Ngọc Hà（2008年）
- 北京語　"往日的時光"
  - テレサ・テン　鄧麗君（台湾）
  - 劉文正（リウ・ウェンジェン）（台湾）
  - 尤雅（ゆうや）（台湾）- タイトルは「往日時光」。アルバム『往事只能回味/愛人去不回』(1971年)所収。
  - ジョスリン・ホウ　侯詩玲
- 広東語　鍾舒漫（シャーマン・チョン）　"Shout"　サビのみ使用したダンス・チューン。2012年　アルバム"SC"に収録。

### インストゥルメンタル
- ポール・モーリア　Paul Mauriat
- レイモン・ルフェーブル　Raymond　Lefevre
- マントヴァーニ　Mantovani
- メロM　Melo-M（2007年　ラトビア/チェロ・トリオ）